# Liste der Stolpersteine in Bovenden
Die Liste der Stolpersteine in Bovenden enthält alle Stolpersteine, die im Rahmen des gleichnamigen Kunst-Projekts von Gunter Demnig in Bovenden verlegt wurden. Mit ihnen soll der Opfer des Nationalsozialismus gedacht werden, die in Bovenden lebten und wirkten. Bei der ersten Verlegung im September 2017 wurden vier Stolpersteine verlegt. (Stand: Juni 2019)

## Liste der Stolpersteine
| Bild | Person, Inschrift                                                                         | Adresse          | Verlegedatum | Anmerkung |
| ---- | ----------------------------------------------------------------------------------------- | ---------------- | ------------ | --- |
|      | Hier wohnte Julius Jacobs Jg. 1890 deportiert 1942 Ghetto Warschau ermordet               | Auf dem Thie 8 · | 1. Sep. 2017 | Julius Jacobs wurde am 26. März 1890 in Moringen geboren. Er war seit 1926 mit Rosa Jacobs verheiratet, im gleichen Jahr zog er nach Bovenden und betrieb ein Manufakturwarengeschäft. Am 26./27. März 1942 wurde er verhaftet und ins Sammellager Hannover-Ahlem gebracht. Von dort erfolgte am 31. März 1942 seine Deportation in das Ghetto Warschau. |
|      | Hier wohnte Rosa Jacobs geb. Lilienthal Jg. 1888 deportiert 1942 Ghetto Warschau ermordet | Auf dem Thie 8 · | 1. Sep. 2017 | Rosa Jacobs wurde am 12. November 1888 als Rosa Lilienthal in Bovenden geboren. Sie war seit 1926 mit Julius Jacobs verheiratet und hatte einen Sohn Hans Hermann, der 1927 geboren wurde. Am 26./27. März 1942 wurde sie verhaftet und ins Sammellager nach Hannover-Ahlem gebracht. Von dort erfolgte am 31. März 1942 ihre Deportation in das Ghetto Warschau. |
|      | Hier wohnte Hans Hermann Jacobs Jg. 1927 deportiert 1942 Ghetto Warschau ermordet         | Auf dem Thie 8 · | 1. Sep. 2017 | Hans Hermann Jacobs wurde am 9. Juni 1927 als Sohn von Julius und Rosa Jacobs in Göttingen geboren. Am 26./27. März 1942 wurde er verhaftet und ins Sammellager nach Hannover-Ahlem gebracht. Von dort erfolgte am 31. März 1942 seine Deportation in das Ghetto Warschau. |
|      | Hier wohnte Max Lilienthal Jg. 1885 deportiert 1942 Theresienstadt befreit                | Auf dem Thie 8 · | 1. Sep. 2017 | Max Lilienthal wurde am 10. Oktober 1885 in Bovenden geboren. Ab 1911 erlernte er in Hannover den Beruf des Fleischers. Aufgrund einer Verletzung, die er sich beim Militärdienst während des Ersten Weltkrieges 1918 zugezogen hatte, musste ihm 1925 der linke Unterschenkel amputiert werden und er konnte nicht mehr als Fleischer arbeiten. Im März 1942 musste er von Bovenden in das Judenhaus Weender Landstraße 26 nach Göttingen umziehen. Von dort wurde er am 21. Juli 1942 nach Hannover-Ahlem und in das Ghetto Theresienstadt deportiert. Er überlebte dort und wurde befreit. Danach kehrte er nach Bovenden zurück. Von 1957 bis 1971 war er Vorsitzender der Jüdischen Gemeinde in Göttingen. Max Lilienthal starb am 5. August 1971 in Bovenden. Er wurde auf dem Jüdischen Friedhof in Göttingen beigesetzt. |

## Verlegungen
- 1. September 2017: vier Stolpersteine an einer Adresse[10][11]